# Coteaux-du-giennois
Coteaux-du-giennois er et fransk vindistrikt i Loiredalen. Hovedbyen i distriktet er Gien.
Vindistriktet er på 150 ha og omfatter to departementer: Nièvre i den nordlige del af distriktet og Loiret i den sydlige del.
Der dyrkes to druesorter: Pinot noir til rødvin og Sauvignon blanc til hvidvin.
| Vin og vindruer | Spire Denne artikel om vin eller vindruer er en spire som bør udbygges. Du er velkommen til at hjælpe Wikipedia ved at udvide den. |